# Cilovxanlı
Cilovxanlı è un comune dell'Azerbaigian situato nel distretto di Zərdab. Conta una popolazione di 215 abitanti.